# インターロス
インターロス（ロシア語: Холдинговая компания «Интеррос»、Interros）は、ロシアの持株会社、民間投資会社。鉱業、金属、エネルギー、金融、小売、不動産などの産業部門を傘下に置くロシア有数の新興財閥（オリガルヒ）である。インターロス・グループの総帥は、ウラジーミル・ポターニンとノリリスク・ニッケル社社長のミハイル・プロホロフ。本社はモスクワ。
2007年1月1日現在、グループの総資産は300億ドルに達する。グループ企業はロシア国内に加え、ヨーロッパ、アジア、北アメリカに広がっている。
インターロス傘下の産業部門は以下の通り: 
- 冶金工業、鉱業部門（ノリリスク・ニッケル）
- 金山 (Polyus Zoloto社 Polyus Zoloto Company）
- 食品、農業部門（アグロス・グループ）
- マスメディア（プロフ・メディア・ホールディング社）
- 不動産、観光部門（オープン・インヴェストメント、ローザ・フルトル社）

金融部門は以下の通り：
- ロスバンク
- AKB MFK
- OSG（ソグラシエ）
- KhK（インタロスフィンコム、インタロスリージング）
- SK（インターロス・ソグラーシェ）
- NPF（インターロス・ドストインストヴォ）